# Iudita de Schweinfurt
Iudita de Schweinfurt (în cehă Jitka ze Schweinfurtu / Jitka ze Svinibrodu; n. 1003, Schweinfurt, Bavaria, Germania – d. 2 august 1058, Znojmo, Moravia de Sud, Cehia) a fost prin căsătorie ducesă de Boemia începând din 1029.

## Biografie
Iudita a fost fiica margrafului Henric de Nordgau și a soției sale, Gerberga, fiică a contelui Otto al II-lea de Henneberg. Iudita a fost soția ducelui Boemiei, Bretislav I.
Potrivit surselor contemporane, Iudita a crescut și a fost educată în Mănăstirea benedictină din Schweinfurt. Acolo l-a cunoscut pe Břetislav, fiul ducelui Ulrich al Boemiei de care s-a îndrăgostit.
Deoarece Bretislav era fiu nelegitim al tatălui său (mama sa fiind doar o concubină a acestuia), nu exista posibilitatea încheierii unei căsătorii între ei. Pe 7 iulie 1021 Bretislav a răpit-o pe Iudita, a dus-o în Boemia și apoi în Moravia unde germanii nu își puteau exercita puterea. În 1029 cei doi s-au căsătorit la Olomouc și potrivit istoricilor, au avut o căsătorie fericită.
Iudita și soțul ei au avut cinci fii:
- Spytihněv, duce al Boemiei;
- Vratislav, duce al Boemiei;
- Conrad, duce al Boemiei;
- Jaromír, episcop de Praga,
- Otto.

După moartea lui Bretislav în 1055, fiul ei, Spytihněv, a trimis-o în exil astfel încât și-a petrecut tot restul vieții în Ungaria. Rămășițele ei au fost aduse la Praga de ducele Vratislav al II-lea și îngropate în Catedrala Sf. Vitus.
Potrivit unei legende, Iudita s-ar fi căsătorit cu Petru Orseolo în Ungaria care a murit curând după aceea, în 1046 sau 1047.
Iudita este o personalitate legendară în orașul ei natal, Schweinfurt, unde o grotă aflată în curtea Mănăstirii Peterstirn, pe locul unde se afla locuința margrafului, comemorează răpirea Iuditei.
Jan Campanus Vodňanský (1572–1622) a scris drama „Břetislav și Jitka” având ca subiect povestea celor doi.